# 인간의 성행위
인간의 성행위(영어: Human sexual activity)는 사람이 자신의 성을 경험하고 표현하는 방식이다. 혼자 하는 활동(자위행위 등)부터 다른 사람(성교, 비삽입성교, 구강성교 등) 또는 여러 사람(갱뱅 등)과 함께 하는 활동에 이르기까지 성행위를 다양한 이유로 한다. 성행위는 보통 성적 각성과 각성된 사람의 생리적 변화를 유발하며, 그중 일부는 뚜렷하고 다른 일부는 미묘하다. 성행위에는 상대방의 성적 관심을 유발하거나 상대방의 성생활을 향상하기 위한 행동 및 활동이 포함될 수 있으며, 예를 들어 파트너를 찾거나 유인하는 전략(구애 및 과시 행동) 또는 개인 간의 상호작용(전희 또는 BDSM 등)이 있다. 성적 각성 이후 성행위가 이어질 수 있다.
인간의 성행위에는 사회학적, 인지적, 정서적, 행동적, 생물학적 측면이 있다. 여기에는 개인적 유대, 감정 공유, 생식계의 생리학, 성욕, 성교 및 모든 형태의 성적 행동이 포함된다.
일부 문화권에서는 성행위가 혼인 내에서만 허용되는 것으로 간주되며, 혼전 성행위와 혼외 성행위는 금기시된다. 일부 성행위는 보편적으로 또는 일부 국가나 하위 국가 관할 구역에서 불법이며, 일부는 특정 사회나 문화의 규범에 반하는 것으로 간주된다.

## 유형
성행위는 여러 가지 방식으로 분류될 수 있다. 이러한 행위는 전희로 시작되거나 전희만으로 구성될 수도 있다. 한 사람과 관련된 행위(오토에로티시즘)에는 성적 환상이나 자위행위가 포함될 수 있다. 두 사람과 관련된 경우, 질 섹스, 항문 성교, 구강성교 또는 수음을 할 수 있다. 두 사람 사이의 삽입 성교는 성교로 묘사될 수 있지만, 정의는 다양하다. 성행위에 두 명 이상의 참가자가 있는 경우 그룹 섹스라고 불릴 수 있다. 자가 성행위는 딜도, 바이브레이터, 버트 플러그 및 기타 성인용품을 사용하는 것을 포함할 수 있지만, 이러한 기구는 파트너와 함께 사용할 수도 있다.
성행위는 참가자의 젠더 및 성적 지향, 그리고 참가자 간의 관계로 분류될 수 있다. 관계는 혼인, 친밀한 파트너, 캐주얼 섹스 파트너 또는 익명 관계일 수 있다. 성행위는 일반적이거나 대안적으로 간주될 수 있으며, 예를 들어 성적 페티시즘 또는 BDSM 활동이 포함될 수 있다.
페티시즘은 다양한 형태로 나타날 수 있으며, 특정 신체 부위(부분성애)에 대한 욕구(가슴, 배꼽, 발 등)를 포함한다. 욕망의 대상은 신발, 부츠, 란제리, 의류, 가죽 또는 고무 제품일 수 있다. 일부 비전통적인 자가 성행위는 위험할 수 있다. 여기에는 자가 질식성애증과 자가 결박이 포함된다.
합의된 성행위는 모든 참가자가 참여에 동의하고 동의할 수 있는 연령인 성행위이다. 성행위가 강압이나 강요하에 이루어지면 강간 또는 다른 형태의 성적 폭행으로 간주된다. 다른 문화와 국가에서는 참가자의 연령, 성별, 혼인 여부 또는 기타 요인과 관련하여 다양한 성행위가 합법이거나 불법일 수 있으며, 그렇지 않은 경우 사회 규범 또는 일반적으로 받아들여지는 성적 도덕에 반할 수 있다.

## 성적 자극 시 생리적 각성 단계
성적 자극 동안의 생리적 반응은 남성과 여성 모두에게 상당히 유사하며 네 가지 단계가 있다.
- 흥분 단계에서는 성기 안팎의 근육 긴장과 혈류가 증가하고, 심박수와 호흡이 증가하며, 혈압이 상승한다. 남성과 여성은 상체와 얼굴 피부에 성적 홍조를 경험한다. 여성의 경우 질이 윤활되고 음핵이 부어오른다.[7] 남성의 경우 음경이 발기된다.
- 고원 단계에서는 심박수와 근육 긴장이 더욱 증가한다. 남성의 방광은 정액과 소변이 섞이는 것을 방지하기 위해 닫힌다. 여성의 음핵은 약간 위축될 수 있으며, 윤활이 증가하고 외음부 부종과 근육 수축으로 직경이 감소한다.[7]
- 오르가슴 단계에서는 호흡이 극도로 빨라지고 골반 근육이 일련의 규칙적인 수축을 시작한다. 남성과 여성 모두 하골반 근육의 빠른 수축 주기를 경험하고 여성은 종종 자궁 및 질 수축을 경험한다. 이 경험은 강렬하게 즐거운 것으로 묘사될 수 있지만, 여성의 약 15%는 오르가슴을 전혀 경험하지 못하고 절반은 가장했다고 보고한다.[7] 여성의 오르가슴 경험 빈도는 유전적 요인과 크게 관련되어 있다.[7]
- 해소 단계에서는 근육이 이완되고 혈압이 떨어지며 신체가 휴식 상태로 돌아간다. 일반적으로 여성은 불감기를 경험하지 않아 첫 번째 오르가슴 직후에 추가 오르가슴이나 다중 오르가슴을 경험할 수 있다고 보고되지만,[8][9] 일부 출처는 여성 또한 오르가슴 이후 추가적인 성적 자극이 흥분을 유발하지 않는 기간을 경험할 수 있으므로 남성과 여성 모두 불감기를 경험한다고 말한다.[7][10] 이 기간은 몇 분에서 며칠까지 지속될 수 있으며, 일반적으로 여성보다 남성에게 더 길다.[7]

성기능 장애는 일반적인 건강한 사람에게 예상되는 방식으로 성적 자극에 감정적 또는 신체적으로 반응할 수 없는 상태이다. 이는 성 반응 주기의 여러 단계, 즉 욕망, 흥분, 오르가슴에 영향을 미칠 수 있다. 미디어에서는 성기능 장애가 남성과 자주 연관되지만, 실제로는 남성(31%)보다 여성(43%)에게서 더 흔하게 관찰된다.

## 심리학적 측면
성행위는 혈압과 전반적인 스트레스 수준을 낮출 수 있다. 이는 긴장을 해소하고, 기분을 좋게 하며, 특히 성교 후 기간에는 깊은 이완감을 줄 수 있다. 생화학적 관점에서 성행위는 옥시토신과 엔도르핀의 분비를 유발하고 면역 체계를 강화한다.

### 동기
사람들은 다양한 이유로 성행위에 참여한다. 성행위의 주요 목적은 원래 번식이지만, 대학생을 대상으로 한 연구에 따르면 사람들은 신체적 매력, 목적 달성을 위한 수단, 감정적 유대감 증가, 불안감 해소라는 네 가지 이유로 한다.
대부분의 사람들은 오르가슴을 얻을 수 있다면 자신의 성에서 얻는 쾌락 때문에 성행위에 참여한다. 성적 각성은 전희와 플러팅, 그리고 성적 페티시즘이나 BDSM 활동, 또는 다른 에로틱한 활동에서도 경험될 수 있다. 가장 일반적으로, 사람들은 성적 매력을 느끼는 사람에게서 생기는 성적 욕구 때문에 성행위에 참여하지만, 캐주얼 또는 사교적 섹스의 경우처럼 다른 사람에 대한 매력 없이 육체적 만족을 얻기 위해 성행위에 참여할 수도 있다. 때때로 사람은 파트너에 대한 의무감 또는 파트너에 대한 사랑, 동정 또는 연민 때문에 파트너의 성적 쾌락만을 위해 성행위에 참여할 수도 있다.
어떤 사람은 순전히 금전적인 대가로, 또는 파트너나 활동으로부터 어떤 이점을 얻기 위해 성행위에 참여할 수 있다. 남성과 여성은 임신을 목적으로 성교를 할 수 있다. 어떤 사람들은 서로를 강하게 싫어하거나 짜증나게 하는 두 사람 사이에서 일어나는 증오 섹스를 한다. 이는 두 사람 사이의 대립이 성적 긴장, 매력, 흥미를 높일 수 있다는 생각과 관련이 있다.

## 건강과 안전
성행위는 본질적으로 생리적인 기능이지만, 다른 신체 활동과 마찬가지로 위험을 수반한다. 성행위에서 발생할 수 있는 주요 위험 유형은 네 가지이다. 원치 않는 임신, 성매개감염 (STI) 감염, 신체적 부상, 심리적 부상이다.

### 원치 않는 임신
성교 중 남성의 정액이 여성의 질에 삽입되거나 정액이 외음부에 닿는 것과 같이, 정액이 여성의 질에 들어가는 모든 성행위는 임신을 유발할 수 있다. 원치 않는 임신의 위험을 줄이기 위해 남성-여성 성교를 하는 일부 사람들은 피임약을, 콘돔, 격막, 살정제, 호르몬 피임 또는 불임수술과 같은 피임을 사용할 수 있다. 다양한 피임 방법의 임신 예방 효과는 상당히 다르며, 사용자보다는 방법에 따라 달라진다.

### 성매개감염

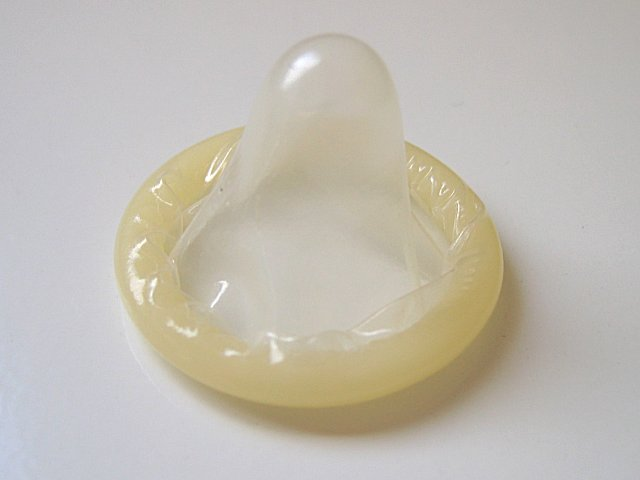
말려있는 남성용 콘돔

피부 간 접촉, 감염된 사람의 체액 또는 점막에 노출되는 성행위는 성병에 걸릴 위험이 있다. 사람들은 섹스 파트너가 증상을 보이지 않는 경우 등 한 가지 이상의 성병을 가지고 있는지 감지하지 못할 수 있다. 성병 위험은 콘돔 사용과 같은 세이프 섹스 관행으로 줄일 수 있다. 두 파트너 모두 성교 전에 성병 검사를 받는 것을 선택할 수 있다. 사면발니는 일반적으로 음부의 털에 붙어 있지만, 때로는 신체의 다른 부위(예: 눈썹, 속눈썹, 턱수염, 콧수염, 가슴, 겨드랑이 등)의 굵은 털에서도 발견될 수 있다. 사면발니 감염은 사면발니에 감염된 사람과의 직접적인 접촉을 통해 전파된다.

## 같이 보기
- 아동의 성
- 트랜스젠더의 성